# Danmark ved sommer-OL 1968
Danmark deltog ved sommer-OL 1968 i Mexico City med 72 sportsudøvere i elleve sportsgrene. Danmark kom på toogtyvendepladsen med én guld-, fire sølv- og tre bronzemedaljer. Danmark havde især succes i cykelsport, hvor det blev til guldmedaljen samt tre sølvmedaljer.

## Medaljer
| 1968 Mexico City | Guld | Sølv | Bronze | Total |
| Danmark          | 1    | 4    | 3      | 8     |

## Medaljevinderne
| Danmark ved sommer-OL 1968 i Mexico City | Danmark ved sommer-OL 1968 i Mexico City             | Danmark ved sommer-OL 1968 i Mexico City | Danmark ved sommer-OL 1968 i Mexico City      | Danmark ved sommer-OL 1968 i Mexico City |
| Medaljer                                 | Udøver                                               | Sport                                    | Øvelse                                        | Resultat                                 |
| ---------------------------------------- | ---------------------------------------------------- | ---------------------------------------- | --------------------------------------------- | ---------------------------------------- |
| Guld                                     | Gunnar Asmussen Reno Olsen Per Lyngemark Mogens Frey | Cykelsport                               | 4000 meter holdforfølgelsesløb, herrer        | 4:22,44                                  |
| Sølv                                     | Aage Birch Paul Lindemark Jørgensen Niels Markussen  | Sejlsport                                | Drage                                         | 26,4 points                              |
| Sølv                                     | Leif Mortensen                                       | Cykelsport                               | Linjeløb, herrer                              | 4t 42:49,71                              |
| Sølv                                     | Mogens Frey                                          | Cykelsport                               | 4000 meter individuel forfølgelsesløb, herrer | 4:42,43                                  |
| Sølv                                     | Niels Fredborg                                       | Cykelsport                               | 1000 meter på tid, herrer                     | 1:04,61                                  |
| Bronze                                   | Peter Christiansen Ib Ivan Larsen                    | Roning                                   | Toer uden styrmand, herrer                    | 7:31,84                                  |
| Bronze                                   | Jørn Krab Harry Jørgensen Preben Krab (styrmand)     | Roning                                   | Toer med styrmand, herrer                     | 8:08,07                                  |
| Bronze                                   | Erik Hansen                                          | Kano og kajak                            | K-1 1000 meter, herrer                        | 4:04,39                                  |

Følgende resultater blev opnået af de danske deltagere:

### Atletik
6 danske deltagere.
- 800 meter løb, herrer
Gerd Larsen nr. 6 i heat 3 i tiden 1:51,9.
- 1500 meter løb, herrer
Tom Birger Hansen nr. 8 i heat 2 i tiden 4:01,4.
- Stangspring, herrer
Steen Smidt-Jensen nr. 12 i kvalifikationen uden notering.
- Tikamp, herrer
Steen Smidt-Jensen nr. 8 i finalen med 7648 points.
- Maraton, herrer
Georg Olsen nr. 34 i tiden 2t 42:24,6.
- 800 meter løb, damer
Annelise Damm Olesen nr. 5 i heat 5 i tiden 2:09,0.
- Længdespring, damer
Nina Hansen nr. 25 i kvalifikationen uden notering.
- Femkamp, damer
Nina Hansen nr. 13 i finalen med 4738 points.

### Boksning
2 danske deltagere.
- Weltervægt, herrer 
 Jørgen Hansen tabte i første kamp til Victor Zilberman fra Rumænien, da kampen blev stoppet i 3. omgang.
- Letmellemvægt, herrer
 Christian Larsen tabte i ottendedelsfinalen til David Jackson fra Uganda med dommerstemmerne 2-3.

### Brydning
3 danske deltagere.
- Græsk-romersk fluevægt, herrer
Alex Børger tabte i 3. runde.
- Græsk-romersk bantamvægt, herrer
Johnny Nielsen tabte i 2. runde.
- Græsk-romersk letvægt, herrer
Kurt Madsen tabte i 3. runde.

### Cykelsport
13 danske deltagere.
- 1000 meter på tid, herrer
Niels Fredborg nr. 2 i finalen og sølvmedalje i tiden 1:04,61.
- Sprint, herrer
Peder Pedersen elimineret i 2. runde.
Niels Fredborg elimineret i 3. runde.
- Tandem, herrer
Per Sarto Jørgensen og Jørgen Jensen elimineret i 1. runde.
- 4000 meter individuel forfølgelsesløb, herrer
Mogens Frey nr. 2 i finalen og sølvmedalje i tiden 4:42,43
- 4000 meter hold forfølgelsesløb, herrer
Gunnar Asmussen, Reno Olsen, Per Lyngemark og Mogens Frey fik guldmedaljer i tiden 4:22,44 på trods af at de blev nr. 2 i finalen efter Vesttyskland, som blev diskvalificeret for at skubbe en medrytter.
- Linjeløb, herrer
Leif Mortensen nr. 2 og sølvmedalje.
Ole Højlund Pedersen nr. 26.
Jørgen Emil Hansen nr. 29.
Svend Erik Bjerg nr. 38.
- 100 km holdløb, herrer
Jørgen Emil Hansen, Ole Højlund Pedersen, Leif Mortensen og Verner Blaudzun nr. 4 i tiden 2t12:41,41.

### Gymnastik
3 danske deltagere.
- Individuel mangekamp, herrer
Hans Peter Nielsen nr. 63 med 107,35 points 
Arne Thomsen nr. 90 med 104,05 points.
- Individuel mangekamp, damer
Else Trangbæk nr. 75 med 67,85 points.

### Kano og kajak
5 danske deltagere.
- K-1 1000 meter herrer
Erik Hansen nr. 3 og bronzemedalje i tiden 4:04,39.
- K-2 1000 meter herrer
Hans Knudsen og Erik Hansen udgik af heat 3.
- K-4 1000 meter herrer
Harry Sørensen, Hans Knudsen, Jørgen Andersen og Steen Lund Hansen nr. 9 i finalen i tiden 3:25,64.

### Moderne femkamp
1 dansk deltager.
- Individuelt, herrer
Jørn Steffensen nr. 13 med 4545 points.

### Roning
10 danske deltagere.
- Toer uden styrmand, herrer
Peter Christiansen og Ib Ivan Larsen nr. 3 og bronzemedaljer i tiden 7:31,84.
- Singlesculler, herrer
Niels Secher nr. 8 i tiden 7:43,47.
- Toer med styrmand, herrer
Jørn Krab, Harry Jørgensen og Preben Krab nr. 3 og bronzemedaljer i tiden 8:08,07.
- Firer uden styrmand, herrer
Gunner Nielsen, John Erik Jensen, Johnny Algreen Petersen og Mogens Pedersen nr. 10 i tiden 7:20,31.

### Sejlsport
11 danske deltagere.
- 5,5 meter klasse
William Berntsen, Erik Johansen og Christian Hansen nr. 13 med 101 points.
- Drage
Aage Birch, Paul Lindemark Jørgensen og Niels Markussen nr. 2 og sølvmedaljer med 26,4 points.
- Flying Dutchman
Hans Fogh, Niels Jensen og Poul Richard Høj Jensen nr. 16 med 108,7 points.
- Star
Paul Elvstrøm og Poul Mik-Meyer nr. 4 med 50,4 points.
- Finnjolle
Henning Wind nr. 18 med 125,0 points.

### Skydning
6 danske deltagere.
- Liggende riffel skydning
Ole Hviid Jensen nr. 15 med 594 points
Per Weichel nr. 42 med 589 points.
- Pistol, herrer
Jørgen Gabrielsen nr. 20 med 547 points
Niels Dahl nr. 40 med 536 points.
- 3 positioner riffel skydning
Ole Hviid Jensen nr. 22 med 1140 points
Per Weichel nr. 40 med 1127 points.
- Skeetskydning, herrer
Ernst Pedersen nr. 10 med 191 points
Benny Jensen nr. 33 med 186 points.

### Svømmesport
3 danske deltagere.
- 100 meter rygsvømning, herrer
Ejvind Pedersen nr. 16 i tiden 1:03,6.
- 200 meter rygsvømning, herrer
Ejvind Pedersen nr. 10 i tiden 2:16,6.
Lars Kraus Jensen nr. 23 i tiden 2:22,5.
- 200 meter individuel medley, herrer
Lars Kraus Jensen nr. 18 i tiden 2:21,2.
- 400 meter individuel medley, herrer
Lars Kraus Jensen nr. 19 i tiden 5:12,7.
- 200 meter fri, damer
Kirsten Campbell nr. 21 i tiden 2:21,7.
- 200 meter individuel medley, damer
Kirsten Campbell nr. 14 i tiden 2:39,4.
- 400 meter individuel medley, damer
Kirsten Campbell nr. 23 i tiden 5:59,0.